# Райнфельден (Ааргау)
Райнфельден (нім. Rheinfelden, алем. Rhyfälde [ˈɾiːfældə]) — місто в Швейцарії в кантоні Ааргау, центр округу Райнфельден.

## Географія
Місто розташоване на лівому березі Рейну, яким пролягає швейцарсько-німецький кордон. З іншого берега річки розташоване однойменне німецьке місто, на кордоні між ними розташована ГЕС Райнфельден. Відстань від Берна становить близько 75 км на північ, від Аарау — 27 км на північний захід.
Райнфельден має площу 16 км², з яких на 22,9 % дозволяється будівництво (житлове та будівництво доріг), 20,7 % використовуються в сільськогосподарських цілях, 49,8 % зайнято лісами, 6,6 % не є продуктивними (річки, льодовики або гори).

## Історія
Під час Тридцятлітньої війни з 28 лютого до 3 березня 1638 року відбулась битва при Райнфельдені.

## Демографія
2019 року в місті мешкало 13 503 особи (+12,9 % порівняно з 2010 роком), іноземців було 32,4 %. Густота населення становила 842 осіб/км².
За віковим діапазоном населення розподілялося таким чином: 17,8 % — особи молодші 20 років, 62,7 % — особи у віці 20—64 років, 19,4 % — особи у віці 65 років та старші. Було 6377 помешкань (у середньому 2,1 особи в помешканні).
Із загальної кількості 8286 працюючих 15 було зайнятих в первинному секторі, 1258 — в обробній промисловості, 7013 — в галузі послуг.

## Відомі уродженці
- Яков Христоф Рад (1799—1871) — винахідник способу виробництва кускового цукру-рафінаду.
- Юрген Унтерманн (1928) — мовознавець.

## Фотогалерея

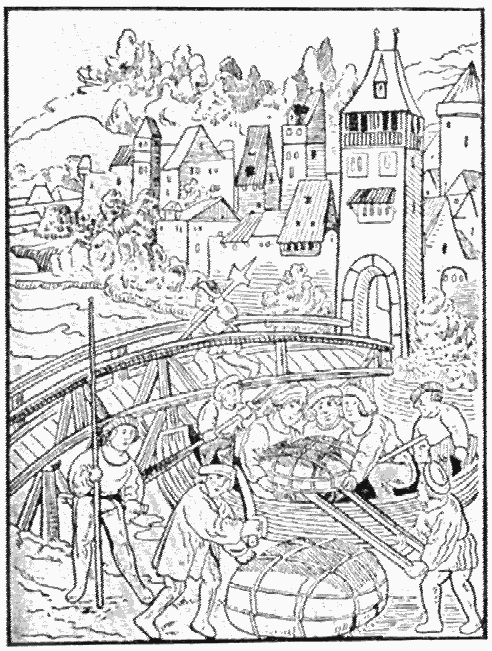
Порт у Райнфельдені (1484)
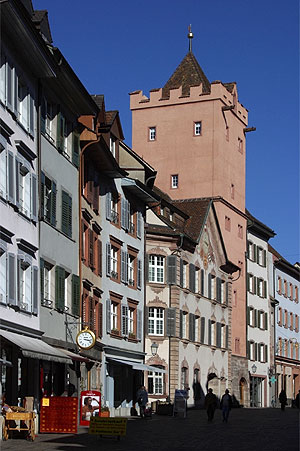
Міська ратуша
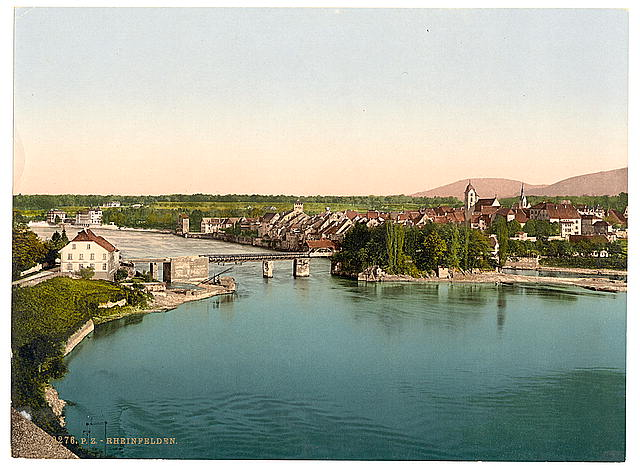
Вид на Рейн
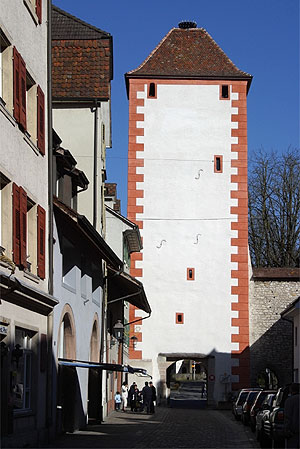
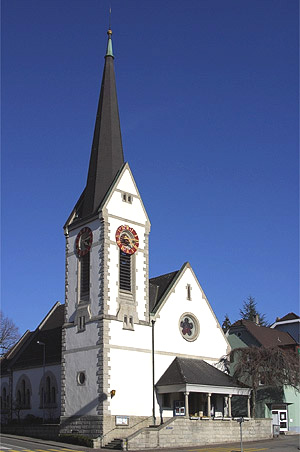
Реформаторська церква
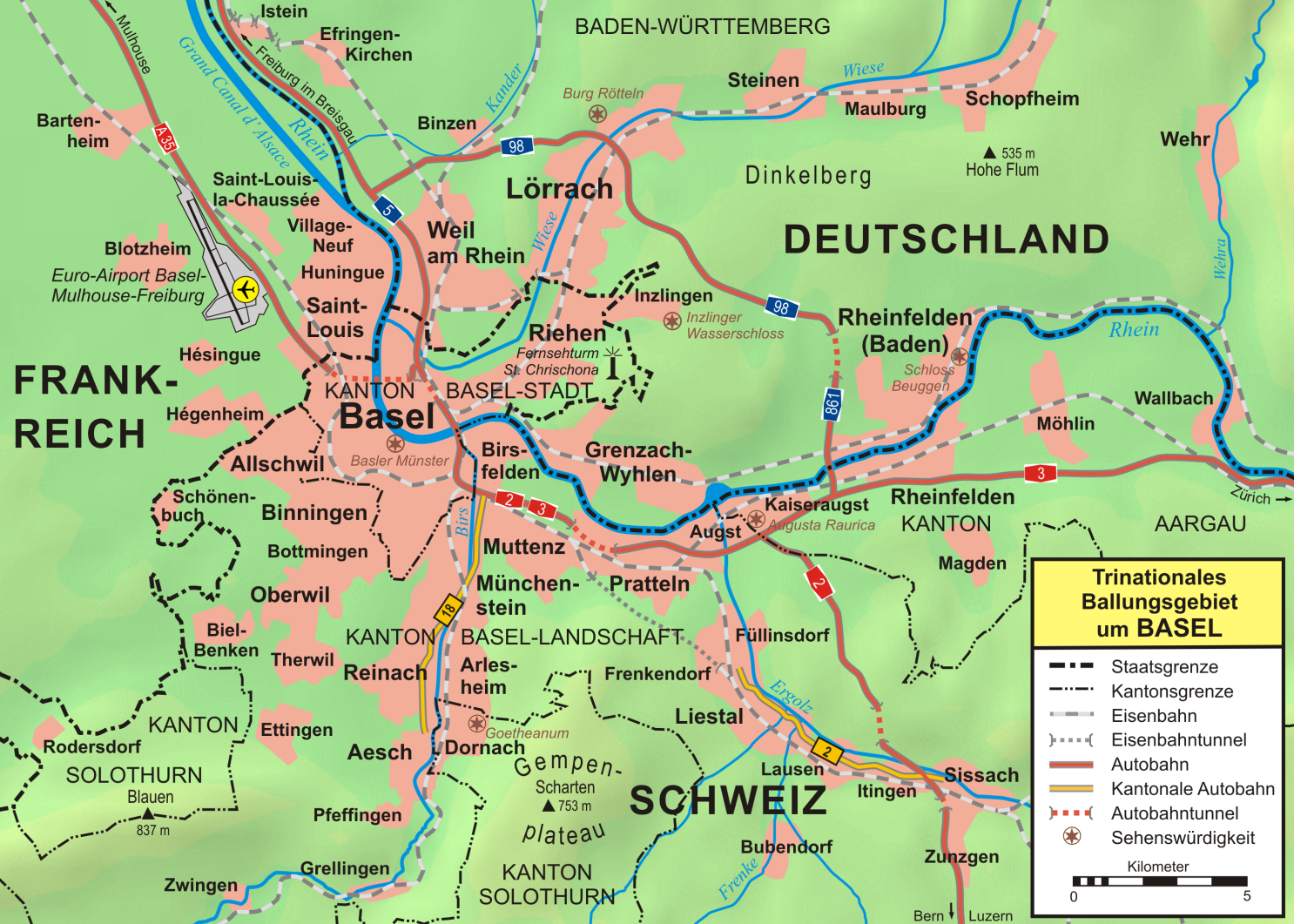
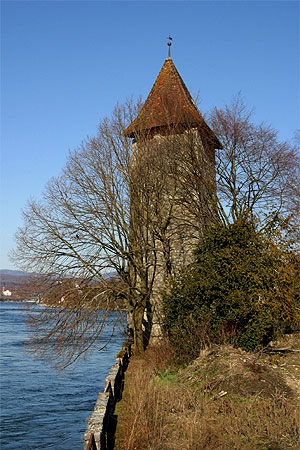